# Darren Randolph
Darren Randolph, né le 12 mai 1987 à Bray, est un footballeur international irlandais qui évolue au poste de gardien de but.
Randolph a été international chez les moins de 21 ans, gardant 10 fois les buts de l’équipe nationale irlandaise. Il a aussi joué au basketball, sport pour lequel il a même été sélectionné une fois en équipe nationale d’Irlande

## Biographie

### En club
Randolph commence à jouer au football dans un petit club local, les Ardmore Rovers. Il rejoint Charlton Athletic pendant l’été 2003 en vertu d’un accord liant les deux clubs.

#### Débuts au Charlton Athletic
Après deux années passées dans les équipes de jeunes du club anglais, Randolph intègre l’équipe première du club qui évolue alors dans l’élite du championnat anglais, en Premier League. Il joue son premier match de première division contre Liverpool FC le 13 mai 2007. Son club est à ce moment-là déjà condamné à descendre en deuxième division. Il réalise un bon match, permettant à son équipe de ne pas perdre contre une des plus fortes équipe du championnat. Il concède deux buts, dont un sur penalty, pour un résultat final de 2 à 2.
Néanmoins, malgré la relégation en Championship, sa chance ne lui est pas donnée, Nicky Weaver, arrivé de Manchester City, étant choisi comme titulaire. Il est alors prêté en divisions inférieures, au Bury FC (quatrième division) ainsi qu'à Hereford United (troisième division). Au terme de la saison 2008-2009, Charlton est de nouveau relégué, cette fois en League One (troisième division) mais c'est un autre irlandais qui s'impose dans les buts, Rob Elliot. À la suite de la blessure de ce dernier, il dispute 13 matchs de championnat lors de la saison 2009-2010.

#### Motherwell FC
Libre, il rejoint l’Écosse et le Motherwell FC où il paraphe un contrat de trois ans. En Scottish Premier League, il est titulaire du poste et enchaine les prestations, disputant 111 matchs de championnats lors de ses trois années de contrat. Ses prestations lui ouvrent les portes de l'équipe nationale avec laquelle il fait sa première apparition le 11 septembre 2012.

#### Birmingham City
Son contrat expiré, il fait son retour en Angleterre en ralliant Birmingham, en Championship, pour un contrat de deux ans. En dépit d'une prolongation de contrat proposée par le club, il ne peut refuser l'offre de West Ham qui lui permet de retrouver la Premier League 10 ans après l'avoir quittée.

#### West Ham
Le 30 mai 2015, il s'engage, une nouvelle fois libre, avec West Ham dans un rôle de doublure d'Adrian. Il retrouve les pelouses de Premier League le 22 août 2015 lors de la réception de Bournemouth (défaite 3-4).

### En sélection nationale
Darren Randolph a représenté l'Irlande dans les différentes catégories de jeunes (U15, U16, U17, U18, U19 et U21). Il est appelé pour la première fois avec les A par Giovanni Trapattoni le 14 mars 2011 mais ne dispute son premier match sous le maillot irlandais que le 11 septembre 2012 face à la sélection d'Oman en match amical. Pour l'Euro 2012, il figure sur la liste des joueurs complémentaires, devancé par Shay Given, Keiren Westwood et David Forde.
Le 12 juin 2013, il remplace David Forde pour les 16 dernières minutes de jeu contre l'Espagne en amical.
À la suite de la blessure de Shay Given le 8 octobre 2015 lors des qualifications pour l'Euro 2016 face à l'Allemagne, il dispute les derniers matchs de poule. Il est également titulaire lors des barrages victorieux face à la Bosnie-Herzégovine, après un match nul 1-1 à l'extérieur, il garde sa cage inviolée au retour à l'Aviva Stadium pour une victoire 2 à 0.

## Statistiques
| Club               | Division            | Saison    | Championnat | Championnat | Coupe | Coupe | Coupe de la Ligue | Coupe de la Ligue | FL Trophy | FL Trophy | Total | Total |
| Club               | Division            | Saison    | Joués       | Buts        | Joués | Buts  | Joués             | Buts              | AJoués    | Buts      | Joués | Buts  |
| ------------------ | ------------------- | --------- | ----------- | ----------- | ----- | ----- | ----------------- | ----------------- | --------- | --------- | ----- | ----- |
| Charlton Athletic  | Premier League      | 2005-2006 | 0           | 0           | 0     | 0     | 0                 | 0                 | 0         | 0         | 0     | 0     |
| Charlton Athletic  | Premier League      | 2006-2007 | 1           | 0           | 0     | 0     | 0                 | 0                 | 0         | 0         | 1     | 0     |
| Charlton Athletic  | Championship        | 2007-2008 | 1           | 0           | 0     | 0     | 2                 | 0                 | 0         | 0         | 3     | 0     |
| Charlton Athletic  | Championship        | 2008-2009 | 1           | 0           | 1     | 0     | 0                 | 0                 | 0         | 0         | 2     | 0     |
| Charlton Athletic  | League One          | 2009-2010 | 11          | 0           | 3     | 0     | 0                 | 0                 | 0         | 0         | 14    | 0     |
| Accrington Stanley | Conference National | 2005-2006 | 14          | 0           | 0     | 0     | 0                 | 0                 | 0         | 0         | 14    | 0     |
| Gillingham FC      | League One          | 2006-2007 | 3           | 0           | 0     | 0     | 1                 | 0                 | 0         | 0         | 4     | 0     |
| Bury FC            | League Two          | 2007-2008 | 14          | 0           | 0     | 0     | 0                 | 0                 | 0         | 0         | 14    | 0     |
| Hereford United    | League One          | 2008-2009 | 13          | 0           | 0     | 0     | 1                 | 0                 | 0         | 0         | 14    | 0     |
| Motherwell FC      | Scottish League     | 2010-2011 | 37          | 0           | 5     | 0     | 3                 | 0                 | 2         | 0         | 47    | 0     |
| Total              | Total               | Total     | 95          | 0           | 9     | 0     | 7                 | 0                 | 2         | 0         | 113   | 0     |

## Palmarès

### En club
- Motherwell FC
  - Finaliste de la Coupe d'Écosse en 2011.

### Distinctions personnelles
- Membre de l'équipe-type de Scottish Premier League en 2012 et 2013.
- Membre de l'équipe-type de D2 anglaise en 2019[8].